# Nelson Nhamussua
Nelson Custódia Nhamussua (Maputo, 31 de janeiro de 2001), também conhecido como Nelsinho é um jogador (da formação)[carece de fontes?] moçambicano de basquete que atualmente joga pela A Politécnica. 